# Rue Nikolskaïa
La rue Nikolskaïa (Никольская улица) est une rue du centre historique de Moscou, dans le district Tverskoï et le quartier de Kitaï-gorod. Reliant la place Rouge à la place Loubianka, c'est l'une des plus anciennes rues de Moscou.

## Situation et accès
La rue Nikolskaïa commence sur la place Rouge, au niveau de la cathédrale Notre-Dame-de-Kazan et part vers le nord-est en direction de la place Loubianka. Plusieurs bâtiments historiques jalonnent la rue, dont l'ancien hôtel de la monnaie, l'imprimerie de Moscou (ru) et l'ancienne académie slavo-gréco-latine. Le collège militaire de la Cour suprême de l'URSS, tribunal chargé de la plupart des procès staliniens, avait également son siège sur la rue.

## Origine du nom
La rue Nikolskaïa doit son nom au monastère grec de Saint-Nicolas (ru), construit au XIVe siècle sur la route entre le kremlin de Moscou et celui de Vladimir. 

## Historique
La première mention de la voie date de 1547.
Entre 1935 et 1990, la rue était connue sous le nom de « rue du 25 octobre », en référence à la révolution d'Octobre.
En 2013, la rue Nikolskaïa devient piétonne. En 2018, pendant la coupe du monde de football, elle devient zone de supporters non officielle après la victoire de l'équipe de Russie dans le match d'ouverture.

## Source
- (ru) Cet article est partiellement ou en totalité issu de l’article de Wikipédia en russe intitulé « Никольская улица (Москва) » (voir la liste des auteurs).